# Дугласов хохлатый перепел
Дугласов хохлатый перепел (Callipepla douglasii) — птица семейства зубчатоклювых куропаток. Вид назван в честь шотландского биолога Дэвида Дугласа (1799—1834).
Эндемик Мексики. Вид распространён на северо-западе страны на юге штата Сонора, в штатах Синалоа и Наярит, на севере штата Халиско.
Птица длиной 22—25 см, массой 160—190 г. Верхняя часть головы, щёки, бока шеи и горла серые с чёрными полосами. Затылок серый с коричневыми полосами. Верхняя часть груди и шеи серого цвета, а нижняя часть груди и брюхо серые с белыми пятнами круглой формы, увеличенными в задней части тела. Крылья пёстро-коричневые с белыми полосками; хвост серый с тёмно-коричневым краем. У самцов на голове хохолок высотой 4 см золотистого цвета. У самок хохол меньше — до 3 см, и коричневого цвета.